# Faye (Mondkrater)
Faye ist ein Einschlagkrater auf der Mondvorderseite, östlich des Mare Nubium, nordöstlich des Kraters Delaunay und südwestlich von Donati.
Der Krater ist sehr stark erodiert und weist einen Zentralberg auf.
| Buchstabe | Position          | Durchmesser | Link |
| --------- | ----------------- | ----------- | ---- |
| A         | 21,21° S, 3,07° O | 4 km        |      |
| B         | 22,67° S, 4,44° O | 4 km        |      |

Der Krater wurde 1935 von der IAU nach dem französischen Astronomen Hervé Faye offiziell benannt.